# St. Louis Film Critics Association Awards 2004
La cerimonia della  1ª edizione St. Louis Film Critics Association Awards  è stata annunciata il 10 febbraio 2005.

## Vincitori
- Miglior film:
  - The Aviator, regia di Martin Scorsese
- Miglior attore:
  - Jamie Foxx - Ray
- Miglior attore non protagonista:
  - Thomas Haden Church - Sideways - In viaggio con Jack (Sideways)
- Miglior attrice:
  - Hilary Swank - Million Dollar Baby
- Miglior attrice non protagonista:
  - Cate Blanchett - The Aviator
- Miglior regista (commedia/film musicale):
  - Alexander Payne - Sideways - In viaggio con Jack (Sideways)
- Miglior regista (film drammatico):
  - Martin Scorsese - The Aviator
- Migliore sceneggiatura:
  - Alexander Payne e Jim Taylor - Sideways - In viaggio con Jack (Sideways)
- Miglior fotografia:
  - Zhao Xiaoding - La foresta dei pugnali volanti (十面埋伏)
- Miglior film in lingua straniera: (ex aequo)
  - Una lunga domenica di passioni (Un long dimanche de fiançailles), regia di Jean-Pierre Jeunet • Francia
  - I diari della motocicletta (Diarios de motocicleta), regia di Walter Salles • Brasile
- Miglior film di animazione:
  - Gli Incredibili - Una "normale" famiglia di supereroi (The Incredibles), regia di Brad Bird
- Migliore direzione artistica: (ex aequo)
  - Sky Captain and the World of Tomorrow
  - The Aviator
- Migliori effetti speciali: (ex aequo)
  - Gli Incredibili - Una "normale" famiglia di supereroi (The Incredibles)
  - Sky Captain and the World of Tomorrow
- Migliore commedia/film musicale:
  - Sideways - In viaggio con Jack
- Miglior documentario:
  - Fahrenheit 9/11, regia di Michael Moore
- Migliore colonna sonora:
  - Ray